# Korzyści skali

Wraz ze wzrostem produkcji z poziomu Q do Q2, koszt jednostkowy zmniejsza się z C do C1. LRAC to krzywa długookresowego kosztu przeciętnego (jednostkowego).

Korzyści skali – pojęcie z zakresu mikroekonomii oznaczające występujące w długim okresie zjawisko obniżania przeciętnych kosztów całkowitych w miarę zwiększania skali produkcji i wprowadzania nowych technologii, określane są również jako rosnące przychody względem skali. Najważniejszym powodem występowania korzyści skali jest rozkładanie się kosztów stałych przedsiębiorstwa na większą liczbę wyprodukowanych jednostek.
O tym, jak duże są korzyści skali i jak długo przedsiębiorstwo może je osiągać, decydują wynikające ze specyfiki firmy czynniki technologiczne, ekonomiczne i organizacyjne, które w dużym stopniu wpływają na przebieg krzywej długookresowych kosztów przeciętnych.
Uzyskiwanie korzyści skali jest jedną z koncepcji wyjaśniających dominację dużych przedsiębiorstw w gospodarce światowej. Jest to jeden z powodów łączenia się przedsiębiorstw oraz powstawania oligopoli.

## Wstęp
W długookresowej analizie produkcji nie uwzględnia się kategorii kosztów stałych (wszystkie koszty traktowane są jako zmienne), ponieważ w długim okresie przedsiębiorstwo chcąc maksymalizować zyski może dostosowywać nakłady poszczególnych czynników, a także techniki produkcji i rozmiary działalności, w zależności od sytuacji na rynku.
Rozróżniane są wewnętrzne oraz zewnętrzne korzyści skali. Te pierwsze związane są ze zwiększeniem rozmiarów danego przedsiębiorstwa, drugie natomiast wynikają ze wzrostu produkcji w całej gospodarce lub jej gałęzi.
Zjawiskiem odwrotnym są niekorzyści skali, które występują, gdy długookresowe koszty przeciętne rosną wraz ze wzrostem produkcji, a więc koszty rosną szybciej niż rozmiary produkcji.
Koncepcja korzyści skali wywodzi się z czasów prac Adama Smitha i początków ekonomii jako nauki. Dostrzeżono wówczas korzyści płynące ze specjalizacji i podziału pracy.

## Definicja
O rosnących korzyściach skali mówimy, gdy:
{\displaystyle (\forall k>0,l>0)\quad (\forall A>1)\qquad f(Ak,Al)>Af(k,l)},
co oznacza, iż proporcjonalny wzrost nakładu każdego czynnika produkcji skutkuje wzrostem produkcji większym niż proporcjonalny (dla malejących oraz stałych korzyści – odpowiednio: mniejszy oraz równy).

### Określenie korzyści skali dla funkcji Cobba-Douglasa
Funkcja produkcji Cobba-Douglasa postaci {\displaystyle f(k,l)=k^{\alpha }l^{\beta },} o parametrach {\displaystyle \alpha ,\beta >0,}
w zależności od sumy parametrów {\displaystyle \alpha } i {\displaystyle \beta } charakteryzuje się:
- stałymi korzyściami skali, gdy {\displaystyle \alpha +\beta =1,}
- rosnącymi korzyściami skali, gdy {\displaystyle \alpha +\beta >1,}
- malejącymi korzyściami skali, gdy {\displaystyle \alpha +\beta <1.}

## Źródła korzyści skali
Wzrost skali produkcji i sprzedaży jest podstawowym celem przedsiębiorstw chcących osiągać korzyści skali. Korzyści te zależą m.in. od sektora. Ograniczeniem możliwości uzyskiwania korzyści skali w usługach jest wysoki udział kosztów osobowych (koszty te często rosną proporcjonalnie do skali działalności przedsiębiorstwa). Wewnętrznymi źródłami korzyści skali są czynniki technologiczne, finansowe czy marketingowe:

### Technologiczne źródła korzyści skali
- specjalizacja pracowników i podział pracy, skutkujące wyższą wydajnością pracy,
- niepodzielne i kosztowne czynniki produkcji (np. dźwigi budowlane, kombajny, piece hutnicze) w dużych firmach mogą być wykorzystane efektywnie,
- właściwości fizyczno-technologiczne, np. reguła kwadrat-sześcian (przykład kontenera, którego objętość wzrasta szybciej niż koszty zwiększania powierzchni jego ścian),
- stosowanie technologii produkcji wielkoskalowej,
- możliwość prowadzenia produkcji wielofazowej bez konieczności transportowania półfabrykatów między fabrykami (obniżenie kosztów transportu, magazynowania),
- możliwość wykorzystania odpadów (np. poprzez uruchomienie produkcji ubocznej),
- możliwość prowadzenia kosztownych prac badawczo-rozwojowych i wprowadzania na rynek nowych produktów i rozwiązań, co zwiększa konkurencyjność firmy (przykładem są międzynarodowe korporacje z branży informatycznej, nowoczesnych technologii).

### Finansowe źródła korzyści skali
- rozłożenie ryzyka skutkujące większą stabilnością i zaufaniem wobec dużych firm, dzięki czemu mogą one korzystać z wielu źródeł finansowania,
- faworyzowanie firm przez pożyczkodawców firm z większym majątkiem (duże firmy uzyskują kredyt łatwiej i na korzystniejszych warunkach).

### Marketingowe źródła korzyści skali
- hurtowe zakupy dużych ilości materiałów, opakowań itp. pozwalają na wynegocjowanie niższych cen jednostkowych u dostawców, rabaty itp.,
- koszty pakowania i transportu nie wzrastają proporcjonalnie do wielkości sprzedaży (stają się relatywnie niższe przy większej skali),
- koszty marketingowe, reklama, utrzymanie działu sprzedaży są z reguły dla większych firm dużo niższe w przeliczeniu na jednostkę produkcji.

## Niekorzyści skali
Zobacz też: Koszty skali (niekorzyści skali).
Wraz ze zwiększaniem skali działalności przedsiębiorstwa, od pewnego jej poziomu korzyści skali mogą przestać być osiągane. Pojawiają się tzw. niekorzyści skali. Tym pojęciem określa się spadek efektywności wynikający ze zwiększania się wraz ze wzrostem produkcji długookresowego przeciętnego kosztu całkowitego. Głównym źródłem niekorzyści skali są trudności w zarządzaniu coraz większym przedsiębiorstwem, utrudnione relacje między kierownictwem a personelem, występowanie wielu szczebli zarządzania. Pracownicy mogą czuć się wyobcowani i anonimowi, a przez to tracić motywację do pracy. Trudności te, występujące w przypadku zbyt dużych rozmiarów przedsiębiorstwa, nazywane są menedżerskimi niekorzyściami skali.